# 民銀資本
民銀資本控股有限公司，簡稱民銀資本控股，以及民銀資本（英語：CMBC Capital Holdings Limited，港交所：1141），在1984年，由前主席陳振洪，於香港（總部）成立已結業「雄昌玩具國際有限公司（前身為「雄昌玩具有限公司」，以及「雄昌玩具廠」）」。
該公司前身為「雄豐集團控股有限公司」、「新創綜合企業有限公司」、「保興發展控股有限公司」、「北京御生堂藥業集團有限公司」、「保興資本控股有限公司」，以及「天順證券集團有限公司」。
主要股東為孫粗洪，署理主席及行政總裁為孫益麟，但在2016年2月29日退任，而行政總裁則由吳國樑委任；直至2016年3月1日，由林月和委任主席。2016年7月22日，委任王海雄為行政總裁。而吳國樑同日退任。
當時經營生產和銷售代工玩具產品；現時經營亞洲地區從事燃料、金屬礦物、可循環再用金屬物料及木材之供應及採購；以及於香港經營融資及證券投資。旗下公司業務證券經紀、保證金融資，以及期貨及期權經紀服務。
2000年，廉政公署正式起訴，該公司前身「雄豐集團」前主席陳振洪、前董事總經理文萬坤等人，它們指在1996年（1998年3月12日於港交所上市前）已開始成立首家皮包公司進行騙取信用狀借貸，也就是進行詐騙勾當，任用親信、安排女友及其姊來港參與。到了1997年，申請港交所上市，為進行擴展業務，它們以個人名義向銀行借款；另外成立第二間皮包公司。1998年上市後，經濟不景氣令公司陷入財困，向財務公司借款1000萬港元。1999年，成立第3及第4間皮包公司，總共騙取9000萬港元，佯稱有真實業務交易，騙取6家銀行（包括道亨銀行（星展銀行 (香港)前身））。2002年10，灣仔區域法院宣判，前主席陳振洪、前董事總經理文萬坤，分別被判4年和2年3個月，罪名包括串謀詐騙。
2014年12月，該公司和4名投資者（周大福、中渝置地主席張松橋、盛源控股和中策集團）認購盛京銀行，合共認購7億美元。
2015年5月，保興資本以12億港元收購天順證券。收購完成後，保興資本易名天順證券。2016年7月，東吳證券計劃認購天順證券51%股權。其後，因雙方未能於限期前達立正式協議，東吳證券的認購諒解備忘錄失效。

## 外部連結
- ssgroup.hk
- sws.hk[永久]